# Praktsolfågel
Praktsolfågel (Cinnyris superbus) är en fågel i familjen solfåglar inom ordningen tättingar.

## Utseende och läte
Praktsolfågeln är en stor och långnäbbad solfågel, med mycket skilda dräkter mellan könen. Hanen är mörk, med grönglänsande ovansida, blålila på strupe och bröst samt blodrött på buken. Honan är olivbrun ovan, mestadels gulaktig under, på undergumpen orangeaktig. På huvudet syns ett tydligt ljust ögonstreck. Arten liknar kravattsolfågeln, men hanen skiljer sig på det blålila på strupe och bröst, honan på ostreckad undersida. Bland lätena hörs ett nasalt "kyyep", mer likt en dunrygg än en solfågel. Sången består av några få stammande klara toner, ibland följt av en snabb ramsa.

## Utbredning och systematik
Praktsolfågel delas vanligen upp i fyra underarter med följande utbredning:
- C. s. ashantiensis – Sierra Leone till Togo och Benin
- C. s. nigeriae – sydöstra Benin och södra Nigeria
- C. s. superbus – södra Kamerun till Demokratiska republiken Kongo (utom i nordost) och västra Angola
- C. s. buvuma – nordöstra Demokratiska republiken Kongo, Uganda, västra Kenya och nordvästra Tanzania

Vissa inkluderar buvuma i nominatformen.

## Levnadssätt
Praktsolfågeln hittas i regnskog, galleriskog och intilliggande frodig savann. Den ses mestadels i trädtaket.

## Status och hot
Arten har ett stort utbredningsområde, men tros minska i antal, dock inte tillräckligt kraftigt för att den ska betraktas som hotad. Internationella naturvårdsunionen IUCN listar arten som livskraftig (LC).